# قوري تشاي (شوي بانة)
قوري تشاي (بالفارسية: قوری چای) هي قرية تقع في إيران في البلدة المركزية. يقدر عدد سكانها بـ 8 نسمة بحسب إحصاء 2016.